# Воздвиженка (Пономарьовський район)
Воздви́женка (рос. Воздвиженка) — село у складі Пономарьовського району Оренбурзької області, Росія.

## Населення
Населення — 538 осіб (2010; 728 у 2002).
Національний склад (станом на 2002 рік):
- росіяни — 95 %